# Lepidozona interfossa
Lepidozona interfossa is een keverslakkensoort uit de familie van de Ischnochitonidae. De wetenschappelijke naam van de soort is voor het eerst geldig gepubliceerd in 1917 door Berry.